# 信号機の木

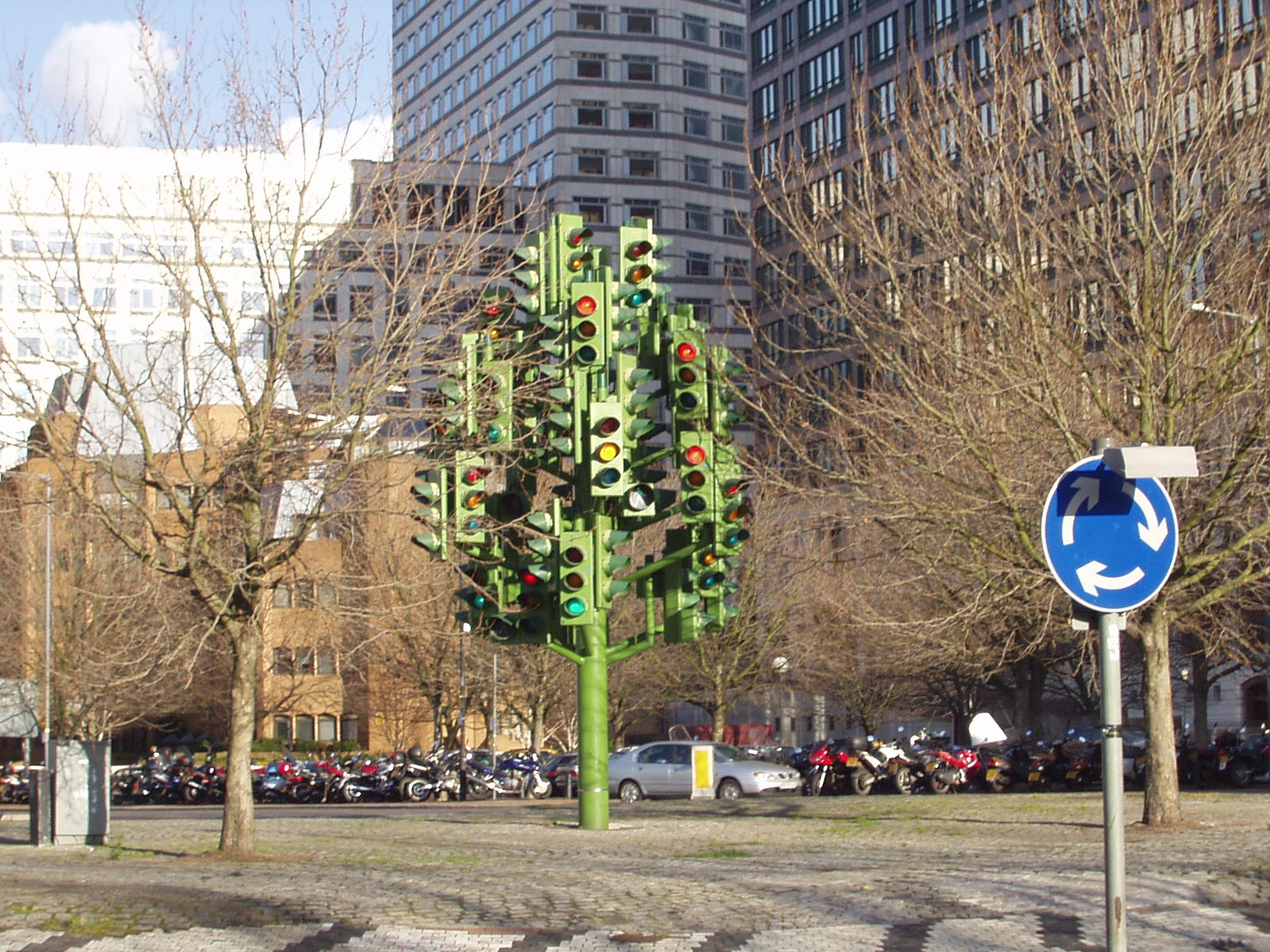
ロンドン、カナリー・ワーフ近くにあるピエール・ヴィヴァンの有名な「信号機の木」

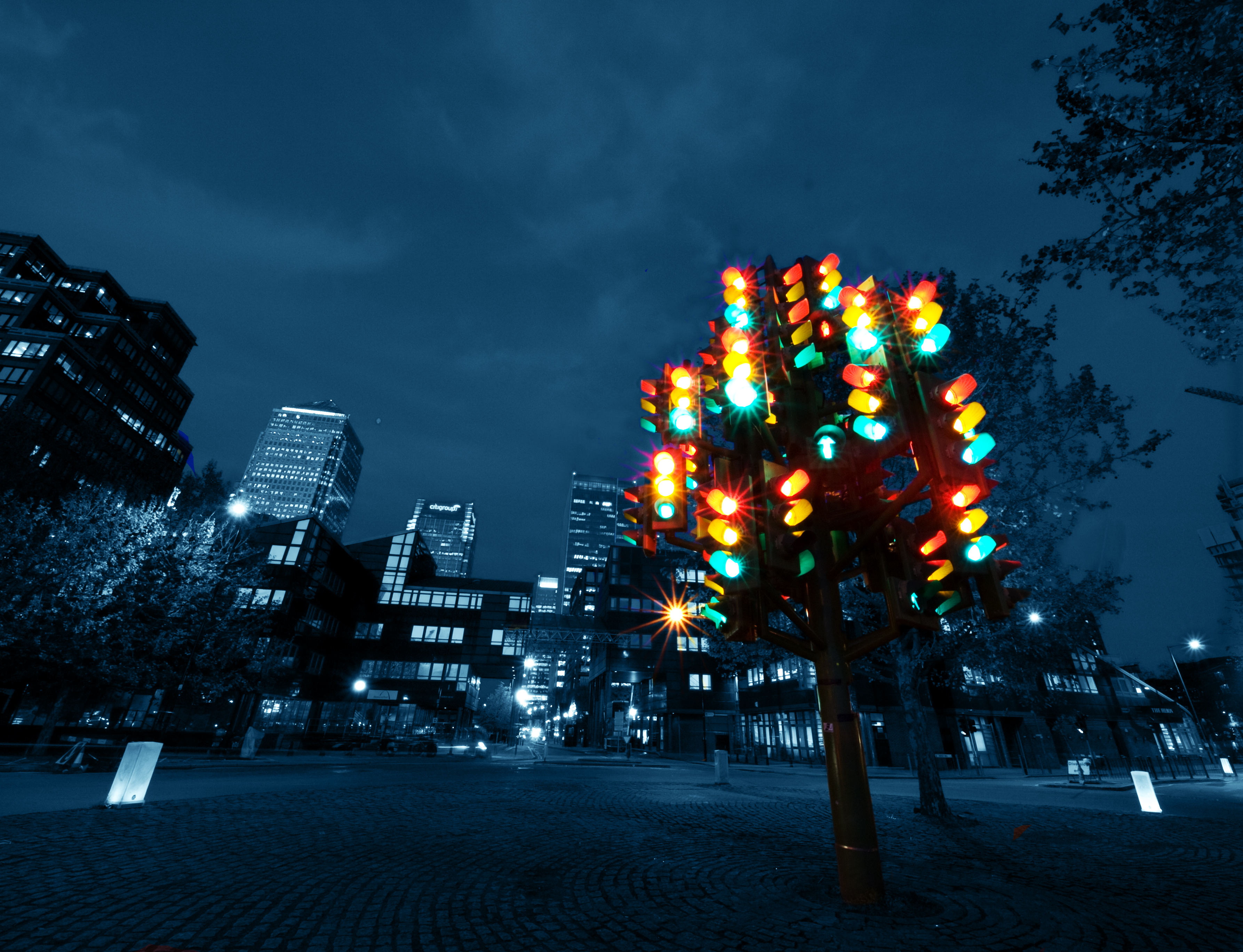
全てのライトが点灯した状態をスローシャッタースピードで撮影した画像

信号機の木 (英語: Traffic Light tree) は、パブリックアート委員会によって選考されたフランス人彫刻家、ピエール・ヴィヴァンによってつくられた彫刻作品である。ロンドンの金融地区の1つにあるヘロン・キー・バンク、マーシュ・ウォール、ウェストフェリー・ロードの交差点で、カナリー・ワーフ近くのラウンドアバウトにある。
彫刻の高さは8メートルで、コンピュータ制御の交通信号機が75個装着されている。ヴィヴァンはこのプロジェクトについて次のように記述している。

「この彫刻は、隣のロンドンスズカケノキの自然な景観を模倣している。一方で、ライトの切り替えのパターンは、国内の決して終わることない金融や商業のリズムを表している」

パブリックアート委員会は「ライトの切り替わるこの根拠のないサークルは、自然の季節的なリズムを模倣したと仮定はできないが、カナリー・ワーフで絶えず動いている」と発言した。
信号機の木は、汚染の結果苦しんでいたスズカケノキのある場所に1998年に設置された。ロンドン証券取引所の小波乱を示すためライトが設置されるということは最初から意図されていたが、これは高価すぎるため、断念せざるを得ないことが分かった。
この彫刻を最初は本物の信号機と見誤り、混乱する数人の運転手もいたが、すぐに観光客と地元住民の両方から人気を集めるようになった。2005年には、サガ自動車保険が国内で最良・最悪のラウンドアバウトを英国の運転手に尋ねる調査を依頼した。信号機の木は明白に人気があった。

## 一時的な除去
2011年12月、彫刻はラウンドアバウトを改造する工事の一環として、所有者のタワー・ハムレット会議により除去された。2012年1月にこの委員会は、ドッグス島に工事が残るだろうと公表したが、場所の特定はされず、ビリングスゲート・マーケット近くのトラファルガー・ウェイ・ラウンドアバウトに復活させるため、委員会によって計画の申請が受け取られたことは、2013年の初めに報告された。